# Asmat
Asmat är ett distrikt i Eritrea.   Det ligger i regionen Ansebaregionen, i den nordvästra delen av landet, 140 km nordväst om huvudstaden Asmara.